# Foro pineale
Il foro (o forame) pineale è un'apertura impari di modeste dimensioni delimitata dai due parietali affiancati, presente solitamente nel cranio di numerosi gruppi di vertebrati. È noto in tutti i principali grandi cladi, dagli ostracodermi (in tal caso interessa la porzione dorsale dello scudo cefalico) fino ai rettili. Il foro deve il suo nome al fatto che consente alla luce, attraverso tessuti molli, di raggiungere, all'interno del cranio, la porzione distale dell'organo parietale. Quest'organo fotorecettore epitalamico è omologo all'epifisi (o ghiandola pineale) degli uccelli e dei mammiferi.